# Vulkan (API)

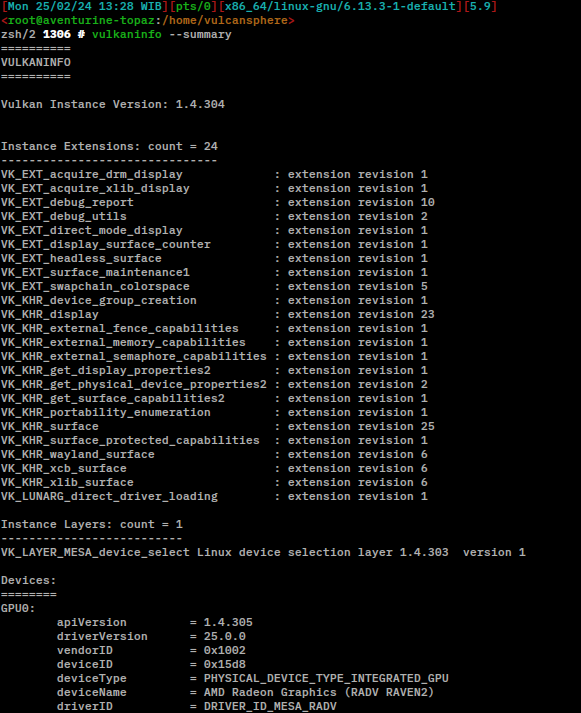
Vulkan (API)

Vulkan är en specifikation som definierar en API för tillgång till grafikkort i en dator. Den är främst riktad åt 3D-grafik och beräkningar som körs på grafikkortet och är en öppen standard, precis som OpenGL.
Vulkan blev först annoserad på Game Developers Conference 2015 av organisationen Khronos Group.